# Gulliver du kí
Gulliver du ký (tiếng Anh: Gulliver's Travels) hay Những cuộc phiêu lưu của Gulliver, Gulliver Phiêu lưu ký (1726, chỉnh sửa năm 1735), tên chính thức là Travels into Several Remote Nations of the World. In Four Parts. By Lemuel Gulliver, First a Surgeon, and then a Captain of Several Ships (Những cuộc phiêu lưu đến một vài quốc gia xa xôi trên thế giới. Gồm bốn phần. Bởi Lemuel Gulliver, đầu tiên là một nhà giải phẫu, và sau là thuyền trưởng của một vài con tàu), là một tiểu thuyết của Jonathan Swift, một tác phẩm trào phúng nhằm phê phán bản tính của con người và tiểu thể loại văn học "phiêu lưu ký". Đây là tác phẩm nổi tiếng nhất của Swift, và một tác phẩm kinh điển của văn học Anh.
Quyển sách trở nên cực kỳ nổi tiếng ngay khi nó được xuất bản (người ta nói rằng nó được đọc ở khắp nơi, từ hội đồng nội các cho tới nhà trẻ, câu trích dẫn được cho là hoặc của John Gay hoặc Alexander Pope), và rất có thể là chưa từng bị cho ngừng in từ đó.

## Nội dung
Những cuộc phiêu lưu của Gulliver được kể ra gồm bốn phần:
- Du hành đến đất nước người tí hon Lilliput. Trong phần này Gulliver lạc vào vương quốc của những con người tí hon chỉ cao khoảng 15 cm. Tại đây Swift châm biếm những xung đột chính trị - dù là những vấn đề nhỏ nhặt và sự tranh giành quyền lực của con người.
- Du hành đến đất nước người khổng lồ Brobdingnag. Brobdingnag là quốc gia đối lập với Lilliput, thể hiện ở những con người khổng lồ tại đây. Gulliver đến Brobdingnag, và trở thành một sinh vật nhỏ bé bị quan sát, dòm ngó. Qua đó, tác giả phê phán sự tàn nhẫn, vô cảm và sự thiếu suy nghĩ trong hành động của loài người.
- Du hành đến đất nước Đảo Bay (hay Du hành đến Laputa, Balnibarbi, Luggnagg, Glubbdubdrib và Nhật Bản). Gulliver gặp gỡ những nhà khoa học kỳ quặc, những người bất tử và các nhà triết học sống xa rời thực tế. Swift chỉ trích sự lạm dụng khoa học và tri thức để tạo ra những điều viển vông, phi thực tế.
- Du hành đến đất nước Ngựa người (hay Du hành đến Houyhnhnm). Houyhnhnm dùng để chỉ những con ngựa thông minh, tài trí hơn người, nơi Gulliver nhận ra sự thấp kém và bản năng thú tính của loài người, đại diện bởi giống người hoang dã (Yahoos). Đây là phần trào phúng sâu sắc nhất, thể hiện sự thất vọng của Swift với nhân loại đương thời.

## Xuất hiện trong văn hóa đại chúng

### Phim
- Le Voyage de Gulliver à Lilliput et chez les géants trên Internet Movie Database
- Novyj Gulliver (1935) trên Internet Movie Database
- Gulliver's Travels (1939) trên Internet Movie Database
  - Gulliver's Travels (1939) — The full feature film available for download at the Internet Archive
- The 3 Worlds of Gulliver trên Internet Movie Database
- The Adventures of Gulliver (1968) của Hanna-Barbera
- Gulliver's Travels (1977) trên Internet Movie Database
- Gulliver's Travels (TV series) trên Internet Movie Database
- Gulliver's Travels (1996)(TV)(Mini-series) trên Internet Movie Database
- Arpudha Theevu (2007) Tamil Movie based upon Gulliver's Travels
- Gulliver phiêu lưu ký (Phim điện ảnh 2010)

### Thông tin khác
- Gulliver's Travels: The Antithetical Structure
- The Gulliver Code - Gulliver's Secret Deciphered, by Alastair Sweeny Lưu trữ ngày 28 tháng 6 năm 2007 tại Wayback Machine
- Politics vs. Literature: An Examination of Gulliver’s Travels, by George Orwell Lưu trữ ngày 14 tháng 12 năm 2007 tại Wayback Machine
- Armagh Public Library: Home to the original Gulliver's travels Lưu trữ ngày 4 tháng 5 năm 2020 tại Wayback Machine